# قائمة أنواع الخبق
يوجد عدة أنواع من جنس الخبق: 
- خبق أنغولي (الاسم العلمي:Chara angolensis)
- خبق أوزبكي (الاسم العلمي:Chara uzbekistanica)
- خبق بلطيكي (الاسم العلمي:Chara baltica)
- خبق تتاري (الاسم العلمي:Chara tatarica)
- خبق تشيلي (الاسم العلمي:Chara chilensis)
- خبق جاوي (الاسم العلمي:Chara javanica)
- خبق جنوبي (الاسم العلمي:Chara australis)
- خبق رائع (الاسم العلمي:Chara superba)
- خبق رأس الرجاء (الاسم العلمي:Chara capensis)
- خبق زاحف (الاسم العلمي:Chara repens)
- خبق شائع (الاسم العلمي:Chara vulgaris)
- خبق شكيل (الاسم العلمي:Chara formosa)
- خبق صغير (الاسم العلمي:Chara nana)
- خبق صلب (الاسم العلمي:Chara robusta)
- خبق طويل الأوراق (الاسم العلمي:Chara longifolia)
- خبق غواتيمالي (الاسم العلمي:Chara guatemalensis)
- خبق كوبي (الاسم العلمي:Chara cubensis)
- خبق متزاحم (الاسم العلمي:Chara coarctata)
- خبق متضام (الاسم العلمي:Chara connivens)
- خبق متوسط (الاسم العلمي:Chara intermedia)
- خبق مزين (الاسم العلمي:Chara ornata)
- خبق مسود (الاسم العلمي:Chara nigricans)
- خبق منفرج (الاسم العلمي:Chara divergens)
- خبق منقط (الاسم العلمي:Chara punctata)
- خبق مهمل (الاسم العلمي:Chara neglecta)
- خبق ناصع البياض (الاسم العلمي:Chara nivea)
- خبق هليني (الاسم العلمي:Chara hellenica)
- خبق هندي (الاسم العلمي:Chara indica)
- خبق هنغاري (الاسم العلمي:Chara hungarica)
- (الاسم العلمي:Chara acanthopitys)
- (الاسم العلمي:Chara aculeolata)
- (الاسم العلمي:Chara ajensis)
- (الاسم العلمي:Chara albaniensis)
- (الاسم العلمي:Chara altaica)
- (الاسم العلمي:Chara amplexa)
- (الاسم العلمي:Chara andina)
- (الاسم العلمي:Chara andreanszkyi)
- (الاسم العلمي:Chara angarica)
- (الاسم العلمي:Chara arcuatofolia)
- (الاسم العلمي:Chara armata)
- (الاسم العلمي:Chara aspera)
- (الاسم العلمي:Chara baueri)
- (الاسم العلمي:Chara behriana)
- (الاسم العلمي:Chara bellangeri)
- (الاسم العلمي:Chara bharadwajae)
- (الاسم العلمي:Chara biharensis)
- (الاسم العلمي:Chara bisulcata)
- (الاسم العلمي:Chara bleicheri)
- (الاسم العلمي:Chara brachystephana)
- (الاسم العلمي:Chara braunii)
- (الاسم العلمي:Chara brevibracteata)
- (الاسم العلمي:Chara brevicoronula)
- (الاسم العلمي:Chara brewsterensis)
- (الاسم العلمي:Chara brianica)
- (الاسم العلمي:Chara brionica)
- (الاسم العلمي:Chara brittonii)
- (الاسم العلمي:Chara buckellii)
- (الاسم العلمي:Chara bulbillifera)
- (الاسم العلمي:Chara calveraënsis)
- (الاسم العلمي:Chara canescens)
- (الاسم العلمي:Chara carinata)
- (الاسم العلمي:Chara carmenensis)
- (الاسم العلمي:Chara cespitosa)
- (الاسم العلمي:Chara chamaepitys)
- (الاسم العلمي:Chara chrysospora)
- (الاسم العلمي:Chara cienegaensis)
- (الاسم العلمي:Chara cingulata)
- (الاسم العلمي:Chara circinnata)
- (الاسم العلمي:Chara clavata)
- (الاسم العلمي:Chara colata)
- (الاسم العلمي:Chara contraria)
- (الاسم العلمي:Chara corallina)
- (الاسم العلمي:Chara corfuensis)
- (الاسم العلمي:Chara correntina)
- (الاسم العلمي:Chara crassicaulis)
- (الاسم العلمي:Chara crinitiformis)
- (الاسم العلمي:Chara cripspe)
- (الاسم العلمي:Chara curta)
- (الاسم العلمي:Chara densispina)
- (الاسم العلمي:Chara denudata)
- (الاسم العلمي:Chara diaphana)
- (الاسم العلمي:Chara doliolum)
- (الاسم العلمي:Chara domini)
- (الاسم العلمي:Chara drouetii)
- (الاسم العلمي:Chara duplicicarinata)
- (الاسم العلمي:Chara ecklonii)
- (الاسم العلمي:Chara ehlei)
- (الاسم العلمي:Chara evoluta)
- (الاسم العلمي:Chara fibrosa)
- (الاسم العلمي:Chara filarszkyi)
- (الاسم العلمي:Chara filiformis)
- (الاسم العلمي:Chara fischeri)
- (الاسم العلمي:Chara flabellata)
- (الاسم العلمي:Chara foliolosa)
- (الاسم العلمي:Chara fragifera)
- (الاسم العلمي:Chara fulgens)
- (الاسم العلمي:Chara funicularis)
- (الاسم العلمي:Chara galioides)
- (الاسم العلمي:Chara gardnerae)
- (الاسم العلمي:Chara gayeri)
- (الاسم العلمي:Chara globata)